# Севрюгин, Антон Васильевич
Антон Васильевич Севрюгин (во французском написании Antoin Sevruguin; 1851, Тегеран — 1933[…], Тегеран) — придворный фотограф иранской династии Каджаров и владелец одного из самых успешных фотоателье в Тегеране. Его документация персидского общества в эпоху правления Каджаров и начала правления Резы Пехлеви является важным источником для изучения истории, культуры и общественных отношений современной ему Персии.

## Биография
Антон Севрюгин родился в российском посольстве в Тегеране в семье посла Василия Севрюгина (армянского происхождения с неизвестной настоящей фамилией) и его жены Ачин Ханум (армянки из Агулиса). Отец рано погиб в результате несчастного случая во время верховой езды, после чего семья переехала в Тифлис. Затем они переезжают в Агулис, к родственникам матери. Здесь Антон окончил школу, где его учителем был известный армянский писатель Перч Прошян. После этого возвращаются в Тифлис, где Антон начал изучать рисование. В этот период он заинтересовался фотографией.
Под влиянием фотографа Дмитрия Ермакова (1845—1916), объездившего Персию, Среднюю Азию, Кавказ и Крым, Антон Севрюгин решил вернуться в Персию, чтобы составить обширную фотодокументацию жизни и быта этого государства. С братом Колей он отправился в Иранский Азербайджан, откуда продолжил путешествие в Курдистан и Луристан. В 1883 году он основал вместе с братом фотоателье в Тегеране, располагавшееся по соседству с домом губернатора Рашта, конституционалиста Захирала Давла.
Севрюгин женился на иранской армянке Луизе Гургенян, в браке с которой родились семь детей. Всё больший успех Севрюгина привлёк интерес аристократии и, в конечном итоге, он был приглашён ко двору Насреддин-шаха. Работы Севрюгина привлекли и международное внимание. Многие этнологические музеи Европы приобретали портреты работы Севрюгина для пополнения своих научных собраний. Немецкий историк Фридрих Сарр заказал Севрюгину поездку по югу и юго-западу Персии, чтобы сфотографировать ахеменидские и сасанидские скальные рельефы и гробницы Накше-Рустам.
Во время конституционной революции 1908 года ателье Севрюгина было разорено и разрушено. Из обширного собрания, состоявшего из 7000 снимков, сохранились лишь 2000, часть которых была позже конфискована Резой Пехлеви. Дочери Антона Марии удалось впоследствии вновь заполучить некоторые из них. В целом сохранилось 696 негативов, выставленных сегодня в Смитсоновском институте.
В 1933 году Антон Севрюгин скончался от заболевания почек.
Похоронен на русском кладбище в районе Дулаб в Тегеране.

Примеры фоторабот
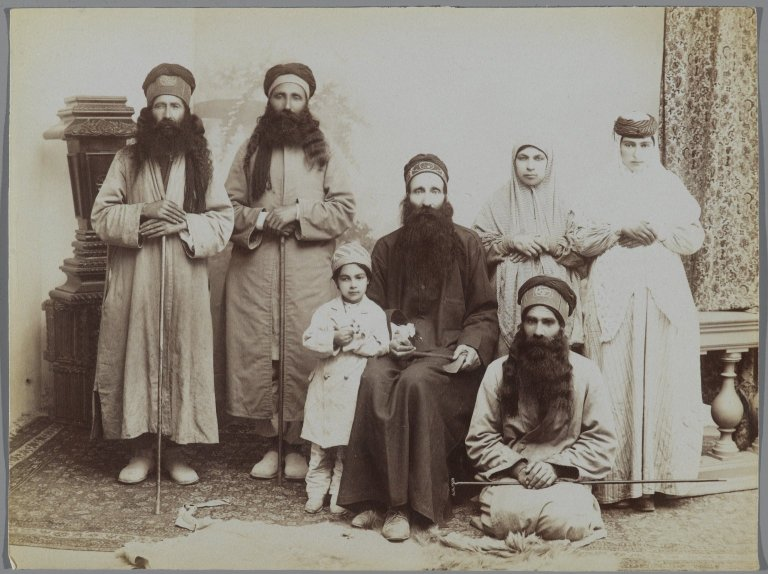
Семья дервишей
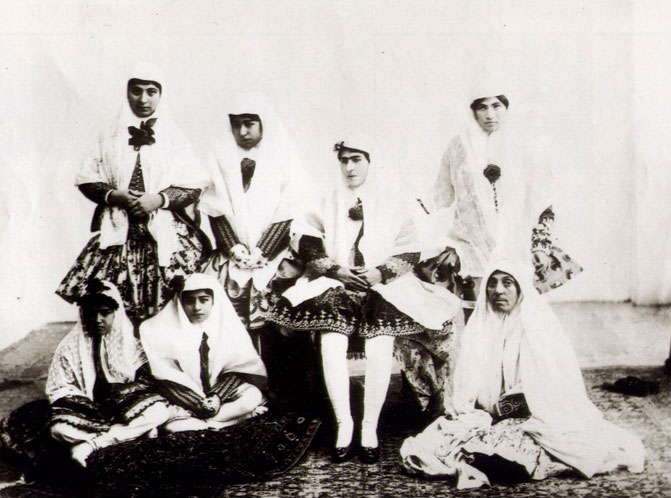
Персидские женщины
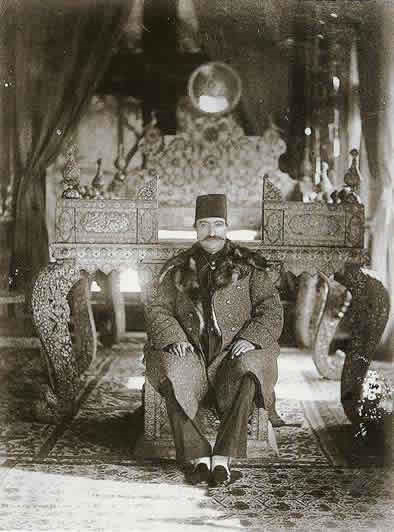
Насреддин-шах
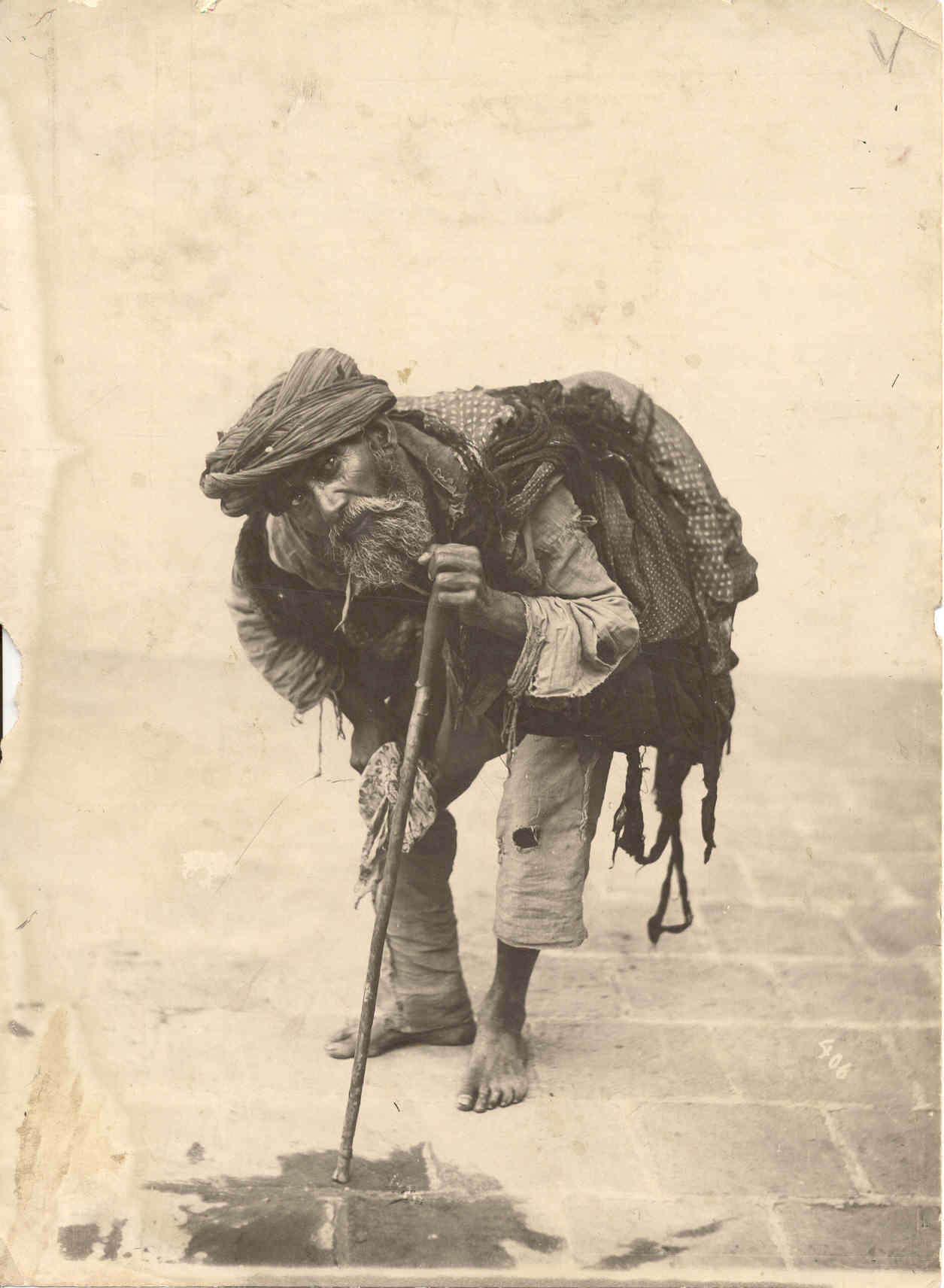
Бедняк